# 하의초등학교
하의초등학교는 대한민국 전라남도 신안군 하의면 웅곡리에 있는 공립 초등학교이다.

## 학교 연혁
- 1934년 5월 12일 무안군 하의공립보통학교 개교(4년제)
- 1938년 4월 1일 하의공립심상소학교 개칭
- 1939년 3월 22일 6년제 개편
- 1941년 4월 1일 하의공립국민학교 개칭
- 일자미상(1940년대 말 추정) 하의북분교장 개교
- 1950년 4월 1일 하의국민학교 개칭
- 1952년 5월 2일 옥도분교장 개교
- 일자미상(1950년대 추정) 하의북분교장 하의북국민학교 승격 분리
- 1956년 4월 8일 하의국민학교 장병분교 설립 인가
- 1956년 4월 28일 장병분교장 개교
- 1957년 9월 24일 대야분교장 개교
- 1968년 4월 23일 하의국민학교 문병도분실 개설 및 도서벽지학교 '갑'급 지정
- 1972년 1월 1일 하의국민학교 장재도분실 개설 및 도서벽지학교 '갑'급 지정
- 1981년 3월 15일 하의국민학교 병설유치원 설립
- 1986년 1월 1일 문병도분실, 장재도분실 도서벽지학교 '가'급 조정
- 1991년 3월 14일 문병도분실 폐실
- 1991년 4월 30일 장재도분실 폐실
- 1994년 9월 1일 대야분교장, 하의북국민학교 능산분교장 폐교 및 본교 통폐합
- 1995년 3월 1일 하의북국민학교 개도분교장 폐교 및 본교 통폐합
- 1996년 3월 1일 하의초등학교 개칭
- 1998년 3월 1일 하의북초등학교 대광분교장 격하 편입, 신도분교장 편입
- 1998년 3월 1일 옥도분교장 폐교 및 본교 통폐합
- 1999년 9월 1일 대광분교장, 신도분교장 폐교 및 본교 통폐합
- 2012년 3월 1일 장병분교장 폐교 및 본교 통폐합
- 2014년 2월 14일 제76회 졸업(남3, 여5, 총 7,086명)
- 2015년 2월 13일 제77회 졸업식(남2, 여2), 유치원 제34회 졸업식(남6, 여2)
- 2015년 3월 1일 제37대 송병화 교장선생님 부임

## 참고 자료
- 하의초등학교 - 한국교육학술정보원 학교알리미